# Ганнісон (Міссісіпі)
Ганнісон (англ. Gunnison) — місто (англ. town) в США, в окрузі Болівар штату Міссісіпі. Населення — 295 осіб (2020).

## Географія
Ганнісон розташований за координатами 33°56′35″ пн. ш. 90°56′48″ зх. д. / 33.94306° пн. ш. 90.94667° зх. д. (33.943114, -90.946644).  За даними Бюро перепису населення США в 2010 році місто мало площу 2,59 км², з яких 2,54 км² — суходіл та 0,05 км² — водойми.

## Демографія
Згідно з переписом 2010 року, у місті мешкали 452 особи в 156 домогосподарствах у складі 112 родин. Густота населення становила 175 осіб/км².  Було 170 помешкань (66/км²).
Расовий склад населення:
| - 87,8 % — чорних або афроамериканців - 10,8 % — білих - 0,9 % — корінних американців |

До двох чи більше рас належало 0,2 %. Частка іспаномовних становила 1,1 % від усіх жителів.
За віковим діапазоном населення розподілялося таким чином: 33,6 % — особи молодші 18 років, 53,3 % — особи у віці 18—64 років, 13,1 % — особи у віці 65 років та старші. Медіана віку мешканця становила 29,1 року. На 100 осіб жіночої статі у місті припадало 76,6 чоловіків;  на 100 жінок у віці від 18 років та старших — 78,6 чоловіків також старших 18 років.
Середній дохід на одне домашнє господарство  становив 28 665 доларів США (медіана — 22 292), а середній дохід на одну сім'ю — 30 689 доларів (медіана — 22 813). За межею бідності перебувало 43,6 % осіб, у тому числі 81,7 % дітей у віці до 18 років та 8,1 % осіб у віці 65 років та старших.
Цивільне працевлаштоване населення становило 103 особи. Основні галузі зайнятості: виробництво — 36,9 %, освіта, охорона здоров'я та соціальна допомога — 21,4 %, мистецтво, розваги та відпочинок — 12,6 %, роздрібна торгівля — 9,7 %.